# Молдавија на Песми Евровизије
Молдавија је редован учесник такмичења за Песму Евровизије од 2005. године и деби наступа панк бенда Здоб ши Здуб у Кијеву, када су остварили уједно и свој најбољи резултат до 2017. (6. место). Наредне године послали су доста познато име и очекивали још бољи пласман, али Арсениум (бивши члан широм Европе веома популарног бој бенда О-Zone), је завршио на самом дну, због чега је ТРМ најавио одустајање (али због притиска јавности то се није десило).
Од свог првог учешћа 2005. године, Молдавија је 5 пута била ван финала: 2008, 2014, 2015, 2016, 2019. и 2024. године.

## Учесници
| Година | Извођач                         | Песма             | Финале            | Поени             | Полуфинале       | Поени            |                  |
| ------ | ------------------------------- | ----------------- | ----------------- | ----------------- | ---------------- | ---------------- | ---------------- |
| 2005   | Zdob şi Zdub                    | Bunika Bate Toba  | 6                 | 148               | 2                | 207              |                  |
| 2006   | Арсенијум & Наталија Гордијенко | Loca              | 20                | 22                | Топ 10 из 2005.  | Топ 10 из 2005.  |                  |
| 2007   | Наталија Барбу                  | Fight             | 10                | 109               | 10               | 91               |                  |
| 2008   | Ђета Бурлаку                    | A Century of Love | Нису се пласирали | Нису се пласирали | 12               | 36               |                  |
| 2009   | Нели Чобану                     | Hora din Moldova  | 14                | 69                | 5                | 106              |                  |
| 2010   | SunStroke Project и Олија Тира  | Run Away          | 22                | 27                | 10               | 52               |                  |
| 2011   | Zdob şi Zdub                    | So Lucky          | 12                | 97                | 10               | 54               |                  |
| 2012   | Паша Парфени                    | Lăutar            | 11                | 81                | 5                | 100              |                  |
| 2013   | Аљона Мун                       | O Mie             | 11                | 71                | 4                | 95               |                  |
| 2014   | Кристина Скарлат                | Wild Soul         | Нису се пласирали | Нису се пласирали | 16               | 13               |                  |
| 2015   | Едуард Ромањута                 | I Want Your Love  | Нису се пласирали | Нису се пласирали | 11               | 41               |                  |
| 2016   | Лидија Исак                     | Falling Stars     | Нису се пласирали | Нису се пласирали | 17               | 33               |                  |
| 2017   | SunStroke Project               | Hey, Mamma!       | 3                 | 374               | 2                | 291              |                  |
| 2018   | ДоРеДос                         | My Lucky Day      | 10                | 209               | 3                | 235              |                  |
| 2019   | Ана Одобеску                    | Stay              | Нису се пласирали | Нису се пласирали | 12               | 85               |                  |
| 2020   | Наталија Гордијенко             | Prison            | Отказано          | Отказано          | Отказано         | Отказано         |                  |
| 2021   | Наталија Гордијенко             | Sugar             | 13                | 115               | 7                | 179              |                  |
| 2022   | Zdob şi Zdub и Fraţii Advahov   | Trenuleţul        | 7                 | 253               | 8                | 154              |                  |
| 2023   | Паша Парфени                    | Soarele şi Luna   | 18                | 96                | 5                | 109              |                  |
| 2024   | Наталија Барбу                  | In the middle     | Нису се пласирали | Нису се пласирали | 13               | 20               |                  |
| 2025   | Није учествовала                | Није учествовала  | Није учествовала  | Није учествовала  | Није учествовала | Није учествовала | Није учествовала |

## Историја гласања (2005—2011)
Молдавија и Румунија чине један од оних „фамозних“ Евровизијских блокова који редовно размењују највише оцене. Само по једном једна од ове две земље није добила 12 поена од „браће“ (Молдавија 2005. и Румунија 2010)
Молдавија је највише поена дала:
| Рангирање | Држава     | Поени |
| --------- | ---------- | ----- |
| 1.        | Румунија   | 79    |
| 2.        | Русија     | 59    |
| 3.        | Украјина   | 50    |
| 4.        | Азербејџан | 35    |
| 5.        | Грузија    | 19    |
| =         | Норвешка   | 19    |

Молдавија је највише поена примила од:
| Рангирање | Држава     | Поени |
| --------- | ---------- | ----- |
| 1.        | Румунија   | 70    |
| 2.        | Португал   | 46    |
| 3.        | Украјина   | 33    |
| 4.        | Русија     | 27    |
| 5.        | Белорусија | 26    |

Бодови у табелама се односе само на финала!!!